# Активная среда
Активная среда — вещество, способное усиливать электромагнитные волны определённой частоты в результате процессов вынужденного испускания. В активных средах можно выделить три простейших типа активных элементов:
- Бистабильные — бистабильный элемент обладает двумя стационарными состояниями, в каждом из которых он может находиться неограниченно долго. Переход из одного состояния в другое осуществляется в ответ на внешнее воздействие, интенсивность которого должна превысить некоторый пороговый уровень.
- Возбудимые (мультивибраторные) — элемент среды находится в состоянии покоя, устойчивом по отношению к достаточно слабым внешним воздействиям. При превышении некоторого порогового уровня интенсивности воздействия в элементе возникает вспышка активности, он совершает несколько активных переходов и возвращается в состояние равновесия.
- Автоколебательные — автоколебательный элемент совершает постоянные циклические переходы через некоторую группу состояний. Внешние воздействия способны лишь замедлять или ускорять это движение, но не останавливать его.

Реальные системы обычно можно разбить на бистабильные, возбудимые и автоколебательные подсистемы, взаимодействующие между собой, при этом в них могут возникать сложные формы самоорганизации. В активных средах могут существовать автоволны — незатухающие волновые процессы, поддерживающиеся за счет энергии постоянных источников. В активных средах с периодическими граничными условиями и в случае автоколебательного характера элемента, и в случае возбудимого, наблюдаются бегущие волны, и для таких сред характерна мультистабильность.